# Tours Volley-Ball 2015-2016
Questa voce raccoglie le informazioni riguardanti il Tours Volley-Ball nelle competizioni ufficiali della stagione 2015-2016.

## Organigramma societario
Area direttiva
- Presidente: Jacques Bouhier

Area organizzativa
- General manager: Pascal Foussard

Area tecnica
- Allenatore: Vital Heynen
- Allenatore in seconda: Thomas Royer

Area sanitaria
- Medico: François Clement
- Preparatore atletico: Romain Huet
- Kinesiterapia: Sébastien Viau
- Mental coach: Christophe Lehoux

## Rosa
| N° | Nome                 | Ruolo | Data di nascita   | Nazionalità sportiva |
| -- | -------------------- | ----- | ----------------- | -------------------- |
| 1  | Théo Conre           | S     | 15 giugno 1997    | Francia              |
| 2  | Hubert Henno         | L     | 6 ottobre 1976    | Francia              |
| 3  | Jace Olsen           | S     | 14 febbraio 1994  | Stati Uniti          |
| 3  | Giulio Sabbi         | S/O   | 10 agosto 1989    | Italia               |
| 4  | Vincent Lombard      | P     | 11 giugno 1997    | Francia              |
| 5  | Rajko Strugar        | P     | 11 aprile 1995    | Montenegro           |
| 6  | David Konečný        | S/O   | 10 ottobre 1982   | Rep. Ceca            |
| 7  | Chris Zuidberg       | C     | 2 settembre 1994  | Lussemburgo          |
| 8  | Konstantin Čupković  | S     | 2 gennaio 1987    | Serbia               |
| 9  | Adam White           | S     | 8 settembre 1989  | Australia            |
| 10 | Yoann Jaumel         | P     | 16 settembre 1987 | Francia              |
| 11 | Yves-Alexandre Boëll | C     | 15 gennaio 1993   | Francia              |
| 12 | Philipp Collin       | C     | 28 ottobre 1990   | Germania             |
| 13 | Julien Siecker       | S     | 17 gennaio 1997   | Francia              |
| 14 | Adam Bartoš          | S     | 27 aprile 1992    | Rep. Ceca            |
| 15 | David Smith          | C     | 15 maggio 1985    | Stati Uniti          |
| 16 | Nicolas Gardien      | C     | 12 giugno 1989    | Francia              |
| 17 | Mathieu Augas        | L     | 2 luglio 1993     | Francia              |
| 18 | Antoine Fleury       | S     | 28 luglio 1987    | Francia              |
| 19 | Ludovic Castard      | S     | 18 gennaio 1983   | Francia              |
| 20 | Emile Raimond        | P     | 29 luglio 1997    | Francia              |